# 沙闻麟
沙闻麟（1962年1月—），男，回族，江西永修人，中华人民共和国政治人物，二级大法官，曾任江西省司法厅厅长、党组书记，现任宁夏回族自治区高级人民法院党组书记、院长。